# Aragón (Nuevo México)
Aragón es un lugar designado por el censo ubicado en el condado de Catron en el estado estadounidense de Nuevo México. En el Censo de 2010 tenía una población de 94 habitantes y una densidad poblacional de 4,29 personas por km².

## Geografía
Aragón se encuentra ubicado en las coordenadas 33°53′23″N 108°31′13″O / 33.88972, -108.52028. Según la Oficina del Censo de los Estados Unidos, Aragón tiene una superficie total de 21.9 km², de la cual 21.89 km² corresponden a tierra firme y 0.01 km² (0.04 %) es agua.

## Historia

### El fuerte Tularosa
Aragón está ubicado en el sitio del Fuerte Tularosa en las coordenadas 33°52′52″N 108°32′18″O / 33.88111, -108.53833. Construido en el año 1870 para proteger a la Agencia India Apache de la Banda de Apaches de Ojo Caliente, el fuerte fue abandonado cuando la tribu se desplazó nuevamente a la reserva de Ojo Caliente en el año 1874. El fuerte fue reconstruido en 1880 por los soldados afroamericanos (buffalo soldiers) guiados por el sargento George Jordan, que posteriormente recibiera la medalla al honor por guiar a 25 hombres para rechazar una ofensiva indígena de 100 hombres en la batalla del Fuerte Tularosa.
La única evidencia que queda del fuerte es el cementerio para soldados que sirvieron en el territorio de Arizona.

### El pueblo
Es conocido como Aragón desde el año 1906 en honor a una antigua familia española que aún vive en la región.

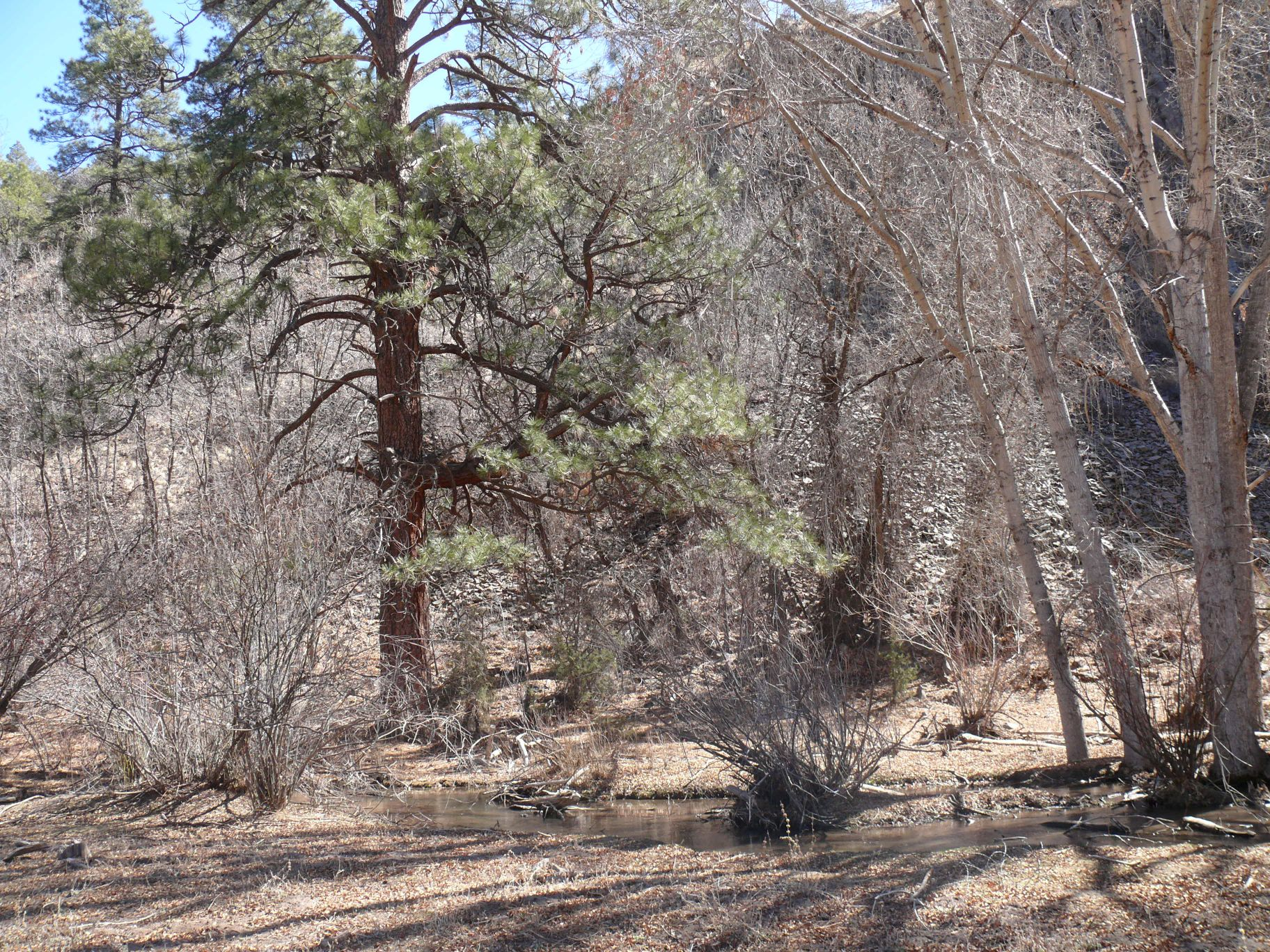
Río
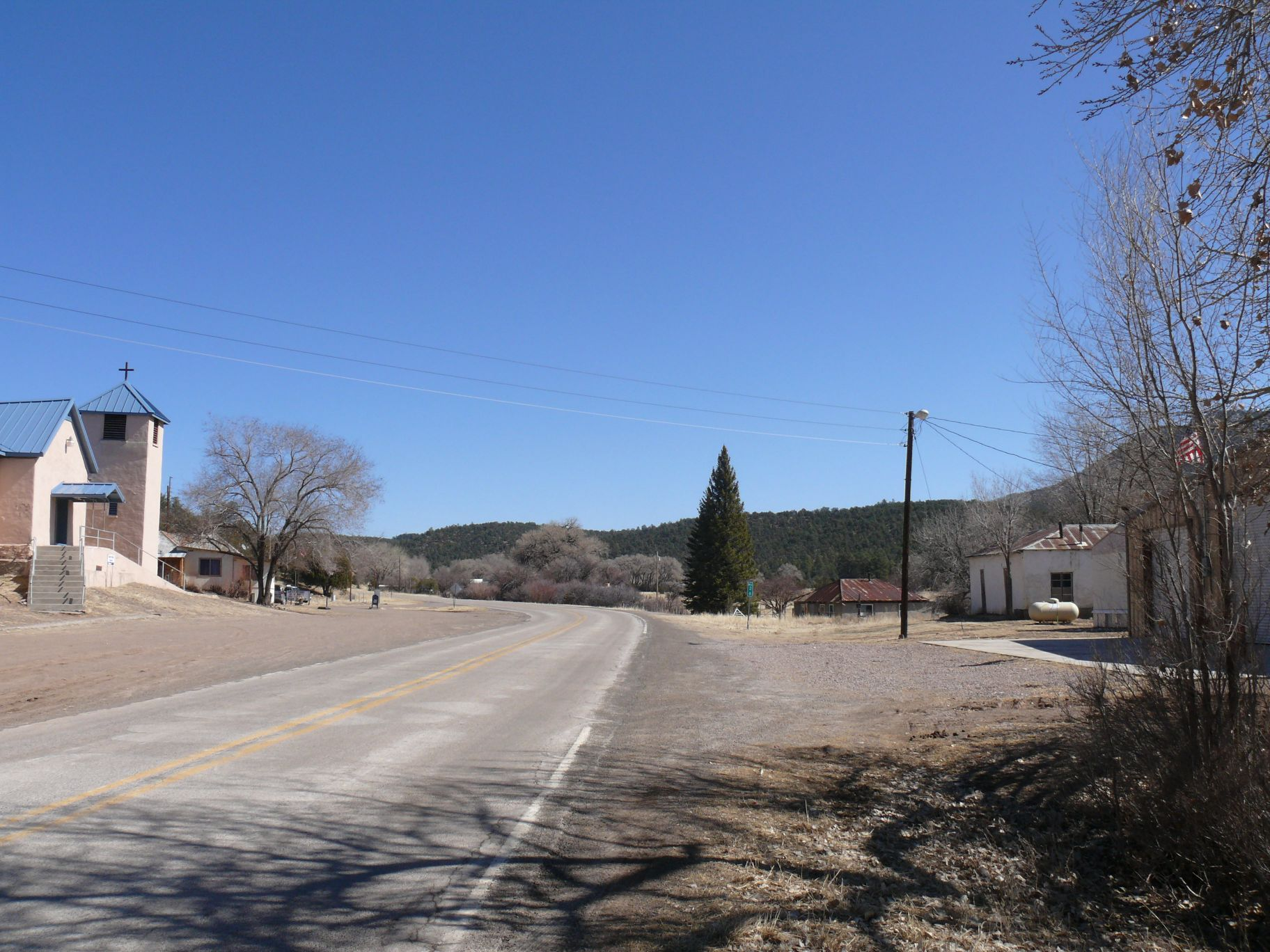
Carretera
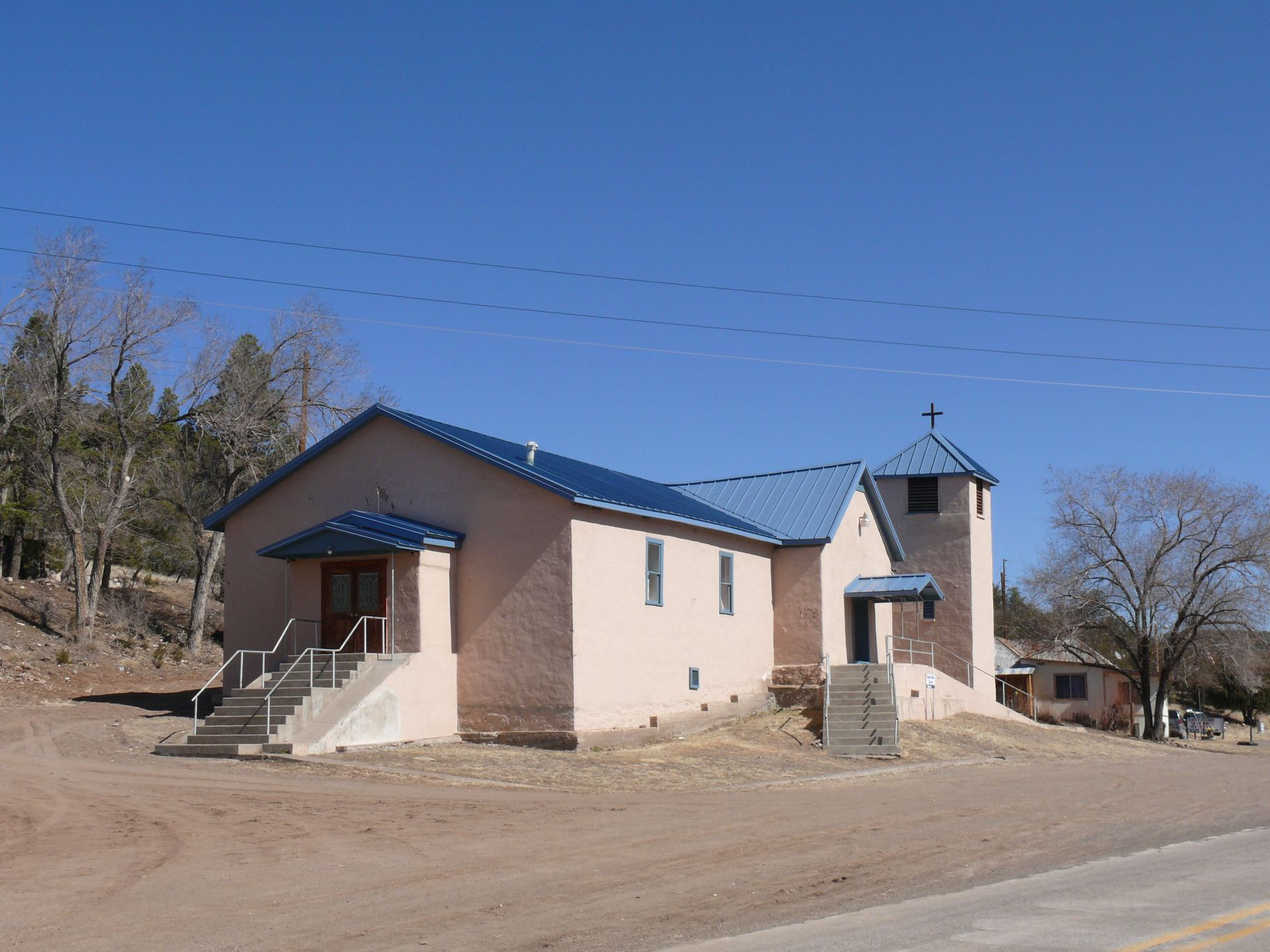
Iglesia del Santo Niño

## Demografía
Según el censo de 2010, había 94 personas residiendo en Aragón. La densidad de población era de 4,29 hab./km². De los 94 habitantes, Aragón estaba compuesto por el 80.85 % blancos, el 0 % eran afroamericanos, el 0 % eran amerindios, el 0 % eran asiáticos, el 0 % eran isleños del Pacífico, el 15.96 % eran de otras razas y el 3.19 % pertenecían a dos o más razas. Del total de la población el 60.64 % eran hispanos o latinos de cualquier raza.